# Master Gardener
Master Gardener es una película estadounidense de suspenso y crimen independiente de 2022 escrita y dirigida por Paul Schrader y protagonizada por Joel Edgerton, Sigourney Weaver y Quintessa Swindell. La película tuvo su estreno mundial en el Festival Internacional de Cine de Venecia el 3 de septiembre de 2022.

## Sinopsis
Narvel Roth es el meticuloso horticultor de Gracewood Gardens, una hermosa finca propiedad de la rica viuda Sra. Haverhill. Cuando ella le ordena a Roth que tome a su atribulada sobrina nieta Maya como su aprendiz, su vida se ve sumida en el caos y surgen oscuros secretos de su pasado.

## Reparto
- Joel Edgerton como Narvel Roth
- Sigourney Weaver como Norma Haverhill
- Quintessa Swindell como Maya
- Eduardo Losan como Xavier
- Erika Ashley como Maggie
- Rick Cosnett como Stephen Collins
- Victoria Hill como Isabel
- Amy Le como Janine
- Esai Morales como Oscar Neruda

## Producción
En septiembre de 2021 se anunció que Joel Edgerton y Sigourney Weaver habían sido elegidos para la película, escrita y dirigida por Paul Schrader. La filmación comenzó en Luisiana el 3 de febrero de 2022, y estaba programada para llevarse a cabo en el área de St. Francisville hasta principios de marzo. El 8 de febrero se anunció la incorporación de dos actores más al reparto, Quintessa Swindell (en sustitución de Zendaya, a quien Schrader tenía en mente originalmente), y Esai Morales.

## Estreno
Master Gardener tuvo su estreno mundial en el 79.° Festival Internacional de Cine de Venecia el 3 de septiembre de 2022. La película fue estrenada en los Estados Unidos por Magnolia Pictures el 19 de mayo de 2023.